# Alfred Lecki
Alfred Lecki (* 1. Oktober 1938 in Berlin; † 17. September 2000 ebenda) war ein deutscher Verbrecher. Er wurde als der Ausbrecherkönig in den 1970er und 1980er Jahren bekannt.

## Leben

### Vorgeschichte
Leckis Leben wandelte sich, als ihm der Führerschein auf Lebenszeit entzogen wurde. Der im väterlichen Betrieb ausgebildete Karosseriebauer fuhr auch ohne Fahrerlaubnis unter Alkoholeinfluss und verursachte dabei mehrere Unfälle.

### Haftstrafen und Gefängnisausbrüche
Seinen ersten Gefängnisausbruch unternahm er im August 1968. Ein Jahr nach seiner Flucht erschoss er bei einer Verkehrskontrolle einen Polizisten in Bottrop, verletzte einen anderen Polizist schwer und wurde schließlich kurz darauf wieder festgenommen. 
Bereits am 25. Dezember 1969 beging Lecki den nächsten Ausbruch. Mit einem selbstgefertigten Nachschlüssel gelang ihm dabei unter Mithilfe eines anderen Gefangenen, Helmut Derks, der wegen Raubes zu sieben Jahren Haft verurteilt wurde, die Flucht aus der Untersuchungshaft in der Justizvollzugsanstalt Essen. Der Fall erregte damals viel Aufsehen und war Teil der Kriminalsendung Aktenzeichen XY … ungelöst. Die beiden überfielen gemeinsam Banken und erbeuteten insgesamt fünf Millionen Mark. Bei den polizeilichen Ermittlungen wurde ein Doppelgänger Leckis erschossen und weitere Männer unschuldig in Polizeigewahrsam genommen. Erstmals beauftragte der damalige Bundesinnenminister Hans-Dietrich Genscher das Bundeskriminalamt mit der Fahndung nach dem flüchtigen Verbrecher.
Im Juli 1970 wurden Lecki und sein Gefährte in Spanien durch Mithilfe des Privatdetektivs Werner Mauss gefasst. Erneut wurde Lecki zu lebenslanger Haft zuzüglich 15 Jahre für Raubüberfälle verurteilt. Er trat diese Strafe in der JVA Rheinbach bei Bonn an. Nach 13 Jahren in Haft flüchtete er am 4. Oktober 1983 bei einem Ausflug mit einem Sozialarbeiter erneut, wurde jedoch rund ein Jahr später am 11. Dezember 1984 in Köln von einem früheren Mithäftling erkannt und daraufhin erneut festgenommen. 
Der nächste Ausbruch fand am 21. September 1986 statt. Er floh, begünstigt durch nicht ausreichende Bewachungsmaßnahmen, während er in der Universitätsklinik in Bonn behandelt wurde. Am 20. Dezember 1986 wurde er auf Sylt gefasst, wo er zusammen mit seiner Schwester über Weihnachten ein Ferienhaus gemietet hatte.
Als Folge des Falles wurde der Rücktritt des Justizministers von Nordrhein-Westfalen Rolf Krumsiek gefordert, Leiter von Justizvollzugsanstalten wurden strafversetzt und Disziplinarverfahren gegen Justizvollzugsbeamte geführt. Insbesondere der Offene Vollzug und die Rolle der ehrenamtlichen Betreuer (Zivilpersonen, die in ihrer Freizeit Gefangene besuchen und diese betreuen) gerieten in die Diskussion, denn angeblich konnten so Gefangene ihren kriminellen Geschäften auch während der Haftzeit nachgehen. Einige ehrenamtliche Betreuer wurden angeklagt, weil sie Lecki auch während seiner Flucht geholfen haben sollen, jedoch wurden sie freigesprochen. In der Bevölkerung soll Lecki teilweise auf Mitgefühl gestoßen sein, weil er sowohl durch seine teils komischen Auftritte vor Gericht als auch durch die trickreichen Ausbrüche und die wiederkehrende Begründung für die Ausbrüche, er sei nicht haftgewohnt, belustigte.

### Nach der Haft
Alfred Lecki wurde nach insgesamt 30 Jahren dann Mitte der 1990er-Jahre letztendlich auf Bewährung aus der Haft entlassen und wohnte anschließend im Berliner Bezirk Prenzlauer Berg. Er starb am 17. September 2000 im Alter von 61 Jahren während eines Spaziergangs in einem Berliner Park an Herzversagen.